# Armádní soutěž umělecké tvořivosti
Armádní soutěž umělecké tvořivosti (ve zkratce ASUT) byla soutěž, v níž se svými výkony, ať už pěveckými, tak také uměleckými, prezentovali příslušníci Československé armády. Mezi vítěze klání patřili například Jaroslav Uhlíř či Vojenský umělecký soubor Ondráš.